# Klimpfjäll
Klimpfjäll est un village situé dans la commune de Vilhelmina, au sein du comté de Västerbotten, en Suède, à environ 20 kilomètres de la frontière avec la Norvège. Jusqu'à la fin des années 1980, le village était une communauté minière, avec plus de 500 habitants. Après la fermeture de la mine, la population est tombée en deçà de 100 personnes (2013). En 2005, elle était de 132 personnes (avec une densité de population de 271 habitants au km2). En 2010, la population était tombée à 99 habitants.